# Johannes Gemmel
Johannes Gemmel (* 30. Juni 1882; † 22. November 1955 in Beienrode) war ein deutscher evangelischer Theologe. Er war Superintendent in Darkehmen in Ostpreußen von 1923 bis 1944.

## Leben
Johannes Gemmel wurde als erstes Kind des Pfarrers Lic. theol. Severin Emil Gottlieb Gemmel (* 13. August 1855) und der Johanna Else Ernestine von Bülow (* 16. September 1854) geboren. Seit 1909 war Johannes Gemmel Pfarrer in Assaunen, wo zuvor schon sein Vater amtierte. 1923 wurde er Pfarrer und Superintendent in Darkehmen. Seit etwa 1934 war Gemmel Mitglied im Bruderrat der Bekennenden Kirche (BK) in Ostpreußen und nahm 1935 am Lutherischen Tag in Hannover teil, bei dem die lutherischen Kräfte innerhalb der BK gesammelt werden sollten. Seit 1938 hieß sein Wirkungsort Angerapp.
Im Frühjahr 1945 war Johannes Gemmel im dänischen Flüchtlingslager Grove interniert und war dort auch als Pfarrer tätig.
Er lebte zuletzt mit seiner Frau Gertrud Becker im Haus der helfenden Hände in Beienrode, wo er 1955 73-jährig verstarb. Gemmel wurde am 25. November 1955 auf dem Beienroder Parkfriedhof bestattet. Sein Bruder war der Rastenburger Superintendent Wilhelm Gemmel (* 1884; † 16. Februar 1967 in Hannover-Kirchrode).